# Список кардиналов, возведённых папой римским Павлом VI
Кардиналы, возведённые Папой римским Павлом VI — 143 прелата были возведены в сан кардинала на шести Консисториях за пятнадцать лет понтификата Павла VI. Число кардиналов стала составлять более ста человек. После первой консистории Павла VI численность Священной Коллегии составила 103 кардинала. После четвёртой консистории, прошедшей в 1973 году число кардиналов увеличилось до 145 человек. На момент смерти Папы Павла VI в Коллегии было 130 кардиналов.
Павел VI вводит ещё одно нововведение 1 октября 1975 года издаётся апостольская конституция Romano Pontifici Eligendo, в которой, как и в ранее изданном motu proprio Ingravescentem Aetatem, объявляется, что кардиналы достигшие 80-летнего возраста лишаются права на участия в Конклаве. Количество кардиналов-выборщиков ограничивается 120 кардиналами.
Трое из возведённых Павлом VI кардиналов стали впоследствии папами: Альбино Лучани (Иоанн Павел I), Кароль Войтыла (Иоанн Павел II) и Йозеф Ратцингер (Бенедикт XVI).
Последним остававшимся в живых из возведённых Павлом VI в кардиналы являлся скончавшийся 31 декабря 2022 года Йозеф Ратцингер, он же Папа римский на покое Бенедикт XVI, однако он утратил сан кардинала после избрания папой в 2005 году. Последним из возведённых Павлом VI и обладавших саном кардинала на момент смерти был Паулу Эваристу Арнс, умерший в 2016 году.

## Консистория от 22 февраля 1965 года
1. Максим IV Сайех, M.S.S.P., патриарх Антиохии мелькитский (Сирия);
2. Булос Бутрос Меуши, патриарх Антиохии и всего Леванта (Ливан);
3. Стефанос I Сидарусс, C.M., Коптский католический патриарх Александрийский, (Египет);
4. Иосиф Слипый, греко-католический верховный архиепископ Львова, Украина, Союз Советских Социалистических Республик;
5. Лоренц Йегер, архиепископ Падерборна (ФРГ);
6. Фома Вениамин Курэй, OMI, архиепископ Коломбо, (Шри-Ланка);
7. Йозеф Беран, архиепископ Праги (Чехословакия);
8. Морис Руа, архиепископ Квебека (Канада);
9. Жозеф-Мари Мартен, архиепископ Руана (Франция);
10. Оуэн Маккенн, архиепископ Кейптауна (ЮАР);
11. Леон-Этьен Дюваль, архиепископ Алжира (Алжир);
12. Эрменеджильдо Флорит, бывший архиепископ Флоренции (Италия);
13. Франьо Шепер, архиепископ Загреба (Югославия);
14. Джон Кармел Хинан, архиепископ Вестминстера (Англия);
15. Жан-Мари Вийо, архиепископ Лиона (Франция);
16. Поль Зуграна, MAfr, архиепископ Уагадугу (Верхняя Вольта);
17. Лоуренс Джозеф Шиэн, архиепископ Балтимора (США);
18. Энрико Данте, секретарь Священной Конгрегации обрядов (Италия);
19. Чезаре Дзерба, секретарь Священной Конгрегации дисциплины таинств (Италия);
20. Агнелу Росси, архиепископ Сан-Паулу (Бразилия);
21. Джованни Коломбо, архиепископ Милана (Италия);
22. Уильям Джон Конвэй, архиепископ Армы (Ирландия);
23. Анхель Эррера Орья, епископ Малаги (Испания);
24. Федерико Калори ди Виньяле, папский мажордом (Италия);
25. Йозеф Кардейн, основатель католической молодёжной организации рабочих (Бельгия);
26. Шарль Журне, богослов (Швейцария);
27. Джулио Бевилакква, Orat., (Италия);

## Консистория от 26 июня 1967 года
1. Николас Фасолино, архиепископ Санта-Фе (Аргентина);
2. Антонио Рибери, апостольский нунций в Испании (Италия);
3. Джузеппе Бельтрами, апостольский нунций-интернунций в Нидерландах (Италия);
4. Альфредо Пачини, апостольский нунций в Швейцарии (Италия);
5. Габриэль-Мари Гаррон, про-префект Священной Конгрегации семинарий и университетов (Франция);
6. Патрик Алоизиус О’Бойл, архиепископ Вашингтона (США);
7. Эджидио Ваньоцци, апостольский делегат в США (Италия);
8. Максимильен де Фюрстенберг, апостольский нунций в Португалии (Бельгия);
9. Антонио Саморе, секретарь Священной Конгрегации чрезвычайных церковных дел (Италия);
10. Франческо Карпино, про-префект Священной Конгрегации дисциплины таинств (Италия);
11. Хосе Маурер, CSSR, архиепископ Сукре (Боливия);
12. Пьетро Паренте, секретарь Священной Конгрегации доктрины веры (Италия);
13. Карло Грано, апостольский нунций в Италии (Италия);
14. Анджело Делл’Акква, O.Ss.C.A., Заместитель государственного секретаря Святого Престола по общим делам и секретарь шифра (Италия);
15. Дино Стаффа, про-префект Верховный Трибунала Апостольской Сигнатуры (Италия);
16. Перикле Феличи, генеральный секретарь Центральной координационной комиссии пост-соборных дел и про-префект Папской Комиссии по пересмотру Кодекса канонического права (Италия);
17. Джон Крол, архиепископ Филадельфии (США);
18. Пьер Вёйо, архиепископ Парижа (Франция);
19. Джон Коди, архиепископ Чикаго (США);
20. Коррадо Урси, архиепископ Неаполя (Италия);
21. Альфред Бенгш, архиепископ-епископ Берлина (ГДР);
22. Юстинус Дармоювоно, архиепископ Семаранга (Индонезия);
23. Кароль Войтыла, архиепископ Кракова (Польша);
24. Микеле Пеллегрино, архиепископ Турина (Италия);
25. Александр-Шарль Ренар, архиепископ Лиона (Франция);
26. Фрэнсис Джон Бреннан, декан Трибунала Священной Римской Роты (США);
27. Бенно Вальтер Гут, O.S.B., аббат-примас Бенедиктинской Конфедерации (Швейцария);

## Консистория от 28 апреля 1969 года
1. Павел Юй Бинь, архиепископ Нанкина (Китай);
2. Альфреду Шерер, архиепископ Порту-Алегри (Бразилия);
3. Хулио Росалес-и-Рас, архиепископ Себу (Филиппины);
4. Гордон Грей, архиепископ Сент-Эндрюса и Эдинбурга (Шотландия);
5. Питер Томас Маккифри, архиепископ Веллингтона (Новая Зеландия);
6. Мигель Дарио Миранда-и-Гомес, архиепископ Мехико (Мексика);
7. Иосиф Парекаттил, архиепископ Эрнакулама сило-малабарского (Индия);
8. Джон Дирден, архиепископ Детройта (США);
9. Франсуа Марти, архиепископ Парижа (Франция);
10. Жером Луи Ракотомалала, архиепископ Тананариве (Мадагаскар);
11. Джордж Флэфф, C.S.B., архиепископ Виннипега (Канада);
12. Поль Гуйон, архиепископ Ренна (Франция);
13. Марио Касарьего-и-Асеведо, CRS, архиепископ Гватемалы (Гватемала);
14. Висенте Энрике-и-Таранкон, архиепископ Толедо (Испания);
15. Жозеф Малула, архиепископ Киншасы (Заир);
16. Пабло Муньос Вега, S.J., архиепископ Кито (Эквадор);
17. Антонио Пома, архиепископ Болоньи (Италия);
18. Джон Карберри, архиепископ Сент-Луиса (США);
19. Теренс Кук, архиепископ Нью-Йорка (США);
20. Стефан Ким Су Хван, архиепископ Сеула (Южная Корея);
21. Артуро Табера Араос, C.M.F., архиепископ Памплоны (Испания);
22. Эужениу ди Араужу Салис, архиепископ Сан-Салвадора-да-Байя (Бразилия);
23. Йозеф Хёффнер, архиепископ Кёльна (ФРГ);
24. Джон Райт, епископ Питтсбурга (США);
25. Паоло Бертоли, апостольский нунций во Франции (Италия);
26. Себастьяно Баджо, апостольский нунций в Бразилии (Италия);
27. Сильвио Одди, апостольский нунций в Бельгии и Люксембурге (Италия);
28. Джузеппе Паупини, апостольский нунций в Колумбии (Италия);
29. Джакомо Виолардо, секретарь Священной Конгрегации дисциплины таинств (Италия);
30. Йоханнес Виллебрандс, секретарь Секретариата по содействию христианскому единству (Нидерланды);
31. Марио Назалли Рокка ди Корнелиано, префект Апостольской Палаты (Италия);
32. Серджо Гуэрри, про-председатель Папской Комиссии по делам государства-града Ватикана (Италия);
33. Жан Даниэлу, S.J. (Франция);
34. Штепан Трохта, S.D.B., епископ Литомержице, (Чехословакия);

## Консистория от 5 марта 1973 года
1. Альбино Лучани, патриарх Венеции (Италия);
2. Антониу Рибейру, патриарх Лиссабона (Португалия);
3. Серджо Пиньедоли, секретарь Священной Конгрегации Евангелизации народов (Италия);
4. Джеймс Роберт Нокс, архиепископ Мельбурна (Австралия);
5. Луиджи Раймонди, апостольский делегат в США (Италия);
6. Умберто Моццони, апостольский нунций в Бразилии (Италия);
7. Авелар Брандан Вилела, архиепископ Сан-Салвадора-да-Байя (Бразилия);
8. Иосиф Кордейро, архиепископ Карачи (Пакистан);
9. Анибаль Муньос Дуке, архиепископ Боготы (Колумбия);
10. Болеслав Коминек, архиепископ Вроцлава (Польша);
11. Поль-Пьер Филипп, O.P., секретарь Священной Конгрегации доктрины веры (Франция);
12. Пьетро Палаццини, секретарь Священной Конгрегации по делам духовенства (Италия);
13. Луис Апонте Мартинес, архиепископ Сан-Хуана (Пуэрто-Рико);
14. Рауль Приматеста, архиепископ Кордобы (Аргентина);
15. Сальваторе Паппалардо, архиепископ Палермо (Италия);
16. Фердинандо Джузеппе Антонелли, O.F.M., секретарь Священной Конгрегации по канонизации Святых (Италия);
17. Марсело Гонсалес Мартин, архиепископ Толедо (Испания);
18. Луи-Жан Гюйо, архиепископ Тулузы (Франция);
19. Уго Полетти, про-генеральный викарий Рима (Италия);
20. Тимоти Мэннинг, архиепископ Лос-Анджелеса (США);
21. Павел Ёсигоро Тагути, архиепископ Осаки (Япония);
22. Морис Отунга, архиепископ Найроби (Кения);
23. Хосе Саласар Лопес, архиепископ Гвадалахары (Мексика);
24. Эмиль Бияенда, архиепископ Браззавиля (Конго);
25. Умберто Медейрош, архиепископ Бостона (США);
26. Паулу Эваришту Арнс, O.F.M., архиепископ Сан-Паулу (Бразилия);
27. Джеймс Дарси Фримен, архиепископ Сиднея (Австралия);
28. Нарсисо Хубани Арнау, архиепископ Барселоны (Испания);
29. Герман Фольк, епископ Майнца (ФРГ);
30. Пий Таофинуу, S.M., епископ Самоа и Токелау (Западная Самоа);

## Консистория от 24 мая 1976 года
1. Октавио Берас Рохас, архиепископ Санто-Доминго (Доминиканская Республика);
2. Опилио Росси, апостольский нунций в Австрии (Италия);
3. Джузеппе Сенси, апостольский нунций в Португалии (Италия);
4. Хуан Карлос Арамбуру, архиепископ Буэнос-Айреса (Аргентина);
5. Коррадо Бафиле, про-префект Священной Конгрегации по канонизации Святых (Италия);
6. Гиацинт Тиандум, архиепископ Дакара (Сенегал);
7. Эммануил Нсубуга, архиепископ Кампалы (Уганда);
8. Йозеф Шрёффер, секретарь Священной Конгрегации семинарий и университетов (ФРГ);
9. Лоуренс Пикачи, S.J., архиепископ Калькутты (Индия);
10. Хайме Лачика Син, архиепископ Манилы (Филиппины);
11. Уильям Уэйкфилд Баум, архиепископ Вашингтона (США);
12. Алоизиу Лоршейдер, O.F.M., архиепископ Форталезы (Бразилия);
13. Реджинальд Делагарди, архиепископ Веллингтона (Новая Зеландия);
14. Эдуардо Пиронио, про-префект Священной Конгрегации религиозных и светских институтов (Италия);
15. Ласло Лекаи, архиепископ Эстергома (Венгрия);
16. Джордж Бэзил Хьюм, O.S.B., архиепископ Вестминстера (Англия);
17. Виктор Разафимахатратра, S.J., архиепископ Тананариве (Мадагаскар);
18. Франтишек Томашек, архиепископ Праги (Чехословакия);
19. Доминик Экандем, епископ Икот-Еккене (Нигерия);.
20. Иосиф Мария Чинь Ньы Кхюе, архиепископ Ханоя (Вьетнам);
21. Болеслав Филипьяк, декан Трибунала Священной Римской Роты (Польша).

## Консистория от 27 июня 1977 года
1. Джованни Бенелли, архиепископ Флоренции (Италия);
2. Бернарден Гантен, бывший архиепископ Котону, про-председатель Папской Комиссии Iustitia et Pax, (Бенин);
3. Йозеф Ратцингер, архиепископ Мюнхена и Фрайзинга (ФРГ);
4. Марио Чаппи, O.P., богослов Папского Дома (Италия);